# Sin identidad (serie de televisión)
Sin identidad (anteriormente, Robada) es una serie de televisión española de drama y suspense de Antena 3, producida por Diagonal TV que fue estrenada el 13 de mayo de 2014 y acabó el 8 de julio de 2015.

## Sinopsis
María Fuentes, descubre que era una niña robada, fue vendida y después de 5 años logra escapar de una prisión china, regresa a Madrid para espiar a su supuesta familia y entender quién pudo haberla perjudicado en el pasado. Mostrando su regreso orquestado (fingiendo amnesia), salta 10 años hacia el futuro para mostrar los frutos de su esperada venganza contra sus padres y su tío, a quienes culpa de intentar deshacerse de ella cuando descubrió que se la habían llevado. Lo habían comprado cuando ella aún era una niña.

## Reparto[3][4]

### 1ª temporada

#### Reparto principal
- Megan Montaner - María Fuentes Vergel/María Duque Expósito/Mercedes Dantés Petrova
- Verónica Sánchez - Amparo Duque Expósito (Capítulo 2 - Capítulo 9)
- Eloy Azorín - Pablo López Redondo
- Daniel Grao - Juan Prados Farrés
- Miguel Ángel Muñoz - Bruno Vergel Paso
- Tito Valverde - Enrique Vergel Artero
- Cristina de Inza - Eugenia Mesa †
- Jordi Rebellón - Francisco José Fuentes Celaya
- Lydia Bosch - Luisa Vergel Artero
- Antonio Hortelano - Francisco «Curro» González Torres (Capítulo 2 - Capítulo 9)
- Luis Mottola - Claudio Baffi «Roberto» † (Episodio 2 - Episodio 6)
- Joseba Apaolaza - Alfredo Palomar (Episodio 2 - Episodio 6)
- Elvira Mínguez - Sor Antonia (Episodio 1 - Episodio 6)

##### Colaboración especial de
- Amparo Valle - Micaela (Capítulo 1 - Capítulo 6)
- Victoria Abril como Fernanda Duque Expósito † (Capítulo 2 - Capítulo 7)

#### Reparto recurrente
- Marisol Membrillo - Trinidad "Trini" (Capítulo 2 - Capítulo 5; Capítulo 7 - Capítulo 8)
- Agnes Kiraly - Irina Petrova †  (Capítulo 1 - Capítulo 4)
- Luismi Astorga - Carlos López Redondo
- Hamid Krim - Salim Ahmed
- Begoña Maestre - Lucía
- Javier Ballesteros - Jorge Vergel
- Teresa Arbolí - Manuela Carmen de Luna (Capítulo 1 - Capítulo 2)
- Toni Martínez - Néstor
- Julio Vélez - Nico

### 2ª temporada

#### Reparto principal
- Megan Montaner - María Fuentes Vergel/María Duque Expósito "Mercedes Dantés Petrova"
- Verónica Sánchez - Amparo Duque Expósito
- Miguel Ángel Muñoz - Bruno Vergel Paso † (Capítulo 1 - Capítulo 13)
- Daniel Grao - Juan Prados Farrés † (Capítulo 1 - Capítulo 13)
- Eloy Azorín - Pablo López Redondo
- Tito Valverde - Enrique Vergel Artero/Alberto Betancourt Piñero †
- Jordi Rebellón - Francisco José Fuentes Celaya † (Capítulo 1 - Capítulo 6)
- Lydia Bosch - Luisa Vergel Artero
- Antonio Hortelano - Francisco «Curro» González Torres † (Capítulo 1; Capítulo 4)
- Raúl Prieto - Álex Barral †
- Silvia Alonso - Helena López Prats (Capítulo 1 - Capítulo 12)
- Andrea del Río - Eva (Capítulo 1 - Capítulo 6)
- Àgata Roca - Blanca Marín † (Capítulo 1 - Capítulo 6)
- Mateo Jalón - Enrique «Quique» Vergel Duque
- Sara Casasnovas - Marta Ibarguren "Mercedes Dantés Petrova" † (Capítulo 5; Capítulo 11)
- Ariadna Polanco - María Fuentes Marín
- Luismi Astorga - Carlos López Redondo
- Diana Palazón - Belén (Episodio 8 - Episodio 13)
- Jordi Díaz - Muñoz (Episodio 7 - Episodio 14)
- Jarek Bielsky - Klaus Heffner (Episodio 8 - Episodio 10)
- Bárbara Mestanza - Ana Rodríguez Perea (Episodio 8 - Episodio 10)

##### Colaboración especial
- Luis Fernando Alvés - Alberto (Capítulo 1)
- Mar Regueras - Miriam Prats (Episodio 1 - Episodio 11)
- Victoria Abril - Fernanda Duque Expósito † (Episodio 2; Episodio 13)

#### Reparto recurrente
- Marisol Membrillo - Trinidad "Trini" (Capítulo 2; Capítulo 5)
- Irene Arcos - Conchi
- Isabel Ampudia - Carmen Perea Bermejo "Carmina Pérez Baselga" †
- Eugenio Barona - Javier Pérez Larena
- María Pau Pigem - Silvia Aguilar
- Agustín Ruiz - Tomás Retuerta
- Victoria dal Vera - Alicia
- Mario Plágaro - Joaquín "Ximo"
- Pepa Pedroche - Cayetana

## Episodios y audiencias
| Temp. | Temp. | Capítulos | Estreno            | Final               | Audiencia media | Audiencia media | Audiencia media |
| Temp. | Temp. | Capítulos | Estreno            | Final               | Espectadores    | Cuota           |                 |
| ----- | ----- | --------- | ------------------ | ------------------- | --------------- | --------------- | --------------- |
|       | 1     | 9         | 13 de mayo de 2014 | 10 de julio de 2014 | 3 598 000       | 20,1%           |                 |
|       | 2     | 14        | 8 de abril de 2015 | 8 de julio de 2015  | 2 499 000       | 14,5%           |                 |
| Total | Total | 23        | 2014               | 2015                | 3 049 000       | 17,3%           |                 |

### Primera temporada (2014)
| N.º (serie) | N.º (temp.) | Título                               | Director(es)                      | Guionista(s)                                                           | Fecha de emisión    | Audiencia         |
| ----------- | ----------- | ------------------------------------ | --------------------------------- | ---------------------------------------------------------------------- | ------------------- | ----------------- |
| 1           | 1           | «Mitad y mitad»                      | Joan Noguera                      | Sergi Belbel, Cristina Clemente y Jordi Vallejo                        | 13 de mayo de 2014  | 4 931 000 (25,7%) |
| 2           | 2           | «La solución a mis problemas»        | Joan Noguera y Kiko Ruiz Claverol | Sergi Belbel, Cristina Clemente y Jordi Vallejo                        | 20 de mayo de 2014  | 3 948 000 (21,4%) |
| 3           | 3           | «Una luz al final del túnel»         | Kiko Ruiz Claverol                | Sergi Belbel, Cristina Clemente, Jordi Vallejo y Gisela Pou            | 27 de mayo de 2014  | 3 494 000 (18,5%) |
| 4           | 4           | «El enemigo en casa»                 | Jorge Torregrossa                 | Sergi Belbel, Cristina Clemente y Gisela Pou                           | 3 de junio de 2014  | 3 553 000 (19,3%) |
| 5           | 5           | «Mi otra vida»                       | Jorge Torregrossa                 | Sergi Belbel, Cristina Clemente y Gisela Pou                           | 10 de junio de 2014 | 3 591 000 (19,9%) |
| 6           | 6           | «La sombra del diablo»               | Kiko Ruiz Claverol                | Manuel Ríos San Martín, Mónica Martín-Grande y Cristina Clemente       | 17 de junio de 2014 | 3 555 000 (20,7%) |
| 7           | 7           | «Excusatio non petita»               | Kiko Ruiz Claverol                | Manuel Ríos San Martín, Mónica Martín-Grande y Cristina Clemente       | 24 de junio de 2014 | 3 144 000 (17,1%) |
| 8           | 8           | «Alfiles y peones sin reina»         | Joan Noguera                      | Manuel Ríos San Martín, Mónica Martín-Grande y Cristina Clemente       | 3 de julio de 2014  | 3 272 000 (19,8%) |
| 9           | 9           | «Mañana, cuando la venganza empiece» | Joan Noguera                      | Manuel Ríos San Martín, Ramón Tarrés, Sergi Belbel y Cristina Clemente | 10 de julio de 2014 | 2 893 000 (18,8%) |

### Segunda temporada (2015)
| N.º (serie) | N.º (temp.) | Título                                          | Director(es)                      | Guionista(s)                                  | Fecha de emisión    | Audiencia         |
| ----------- | ----------- | ----------------------------------------------- | --------------------------------- | --------------------------------------------- | ------------------- | ----------------- |
| 10          | 1           | «He vuelto para vengarme»                       | Joan Noguera                      | Manuel Ríos San Martín                        | 8 de abril de 2015  | 3 322 000 (18,8%) |
| 11          | 2           | «La venganza desde dentro»                      | Kiko Ruiz Claverol                | Mónica Martín-Grande y Ramón Tarrés           | 15 de abril de 2015 | 2 970 000 (16,7%) |
| 12          | 3           | «Me da miedo dormir»                            | Jorge Torregrossa                 | Manuel Ríos San Martín y Ramón Tarrés         | 22 de abril de 2015 | 2 896 000 (15,9%) |
| 13          | 4           | «Que no encuentren a Mercedes Dantés»           | Gracia Querejeta                  | Manuel Ríos San Martín y Ramón Tarrés         | 29 de abril de 2015 | 2 619 000 (14,1%) |
| 14          | 5           | «Gánate su confianza»                           | Joan Noguera                      | Manuel Ríos San Martín y Tatiana Rodríguez    | 6 de mayo de 2015   | 2 495 000 (13,7%) |
| 15          | 6           | «Yo participé en el asesinato de María Fuentes» | Kiko Ruiz Claverol                | Manuel Ríos San Martín y Mónica Martín-Grande | 13 de mayo de 2015  | 2 474 000 (14,1%) |
| 16          | 7           | «Enrique, voy a por ti»                         | Jorge Torregrossa                 | Manuel Ríos San Martín y Ramón Tarrés         | 20 de mayo de 2015  | 2 444 000 (13,7%) |
| 17          | 8           | «Soy feliz»                                     | Gracia Querejeta                  | Manuel Ríos San Martín y Tatiana Rodríguez    | 27 de mayo de 2015  | 2 280 000 (13,3%) |
| 18          | 9           | «La verdad sobre Heffner»                       | Joan Noguera                      | Manuel Ríos San Martín y Mónica Martín-Grande | 3 de junio de 2015  | 2 174 000 (12,6%) |
| 19          | 10          | «El Congreso es un fraude»                      | Kiko Ruiz Claverol                | Manuel Ríos San Martín y Ramón Tarrés         | 10 de junio de 2015 | 2 253 000 (12,5%) |
| 20          | 11          | «Yo sé quién es Mercedes Dantes»                | Iñaki Peñafiel                    | Manuel Ríos San Martín y Mónica Martín-Grande | 17 de junio de 2015 | 2 182 000 (12,0%) |
| 21          | 12          | «Del amor al odio»                              | Joan Noguera                      | Manuel Ríos San Martín y Tatiana Rodríguez    | 24 de junio de 2015 | 2 126 000 (13,0%) |
| 22          | 13          | «En tres días terminará todo»                   | Kiko Ruiz Claverol                | Manuel Ríos San Martín y Ramón Tarrés         | 1 de julio de 2015  | 2 316 000 (15,4%) |
| 23          | 14          | «Solo puede quedar uno»                         | Joan Noguera y Kiko Ruiz Claverol | Manuel Ríos San Martín y Mónica Martín-Grande | 8 de julio de 2015  | 2 439 000 (17,8%) |

### Evolución de audiencias
| Temporada | Temporada | Episodio número | Episodio número | Episodio número | Episodio número | Episodio número | Episodio número | Episodio número | Episodio número | Episodio número | Episodio número | Episodio número | Episodio número | Episodio número | Episodio número |
| Temporada | Temporada | 1               | 2               | 3               | 4               | 5               | 6               | 7               | 8               | 9               | 10              | 11              | 12              | 13              | 14              |
| --------- | --------- | --------------- | --------------- | --------------- | --------------- | --------------- | --------------- | --------------- | --------------- | --------------- | --------------- | --------------- | --------------- | --------------- | --------------- |
|           | 1         | 4.931           | 3.948           | 3.494           | 3.553           | 3.591           | 3.555           | 3.144           | 3.272           | 2.893           | —               | —               | —               | —               | —               |
|           | 2         | 3.322           | 2.970           | 2.896           | 2.619           | 2.495           | 2.474           | 2.444           | 2.280           | 2.174           | 2.253           | 2.182           | 2.126           | 2.316           | 2.439           |

## Premios y nominaciones

### Premios Iris de España
| Año  | Categoría                  | Premiado       | Resultado |
| ---- | -------------------------- | -------------- | --------- |
| 2014 | Mejor actriz de televisión | Victoria Abril | Nominada  |

### Premios de la Unión de Actores
| Año  | Categoría                               | Premiado         | Resultado |
| ---- | --------------------------------------- | ---------------- | --------- |
| 2015 | Mejor actriz protagonista de televisión | Megan Montaner   | Nominada  |
| 2015 | Mejor actor protagonista de televisión  | Eloy Azorín      | Nominado  |
| 2015 | Mejor actriz secundaria de televisión   | Victoria Abril   | Ganadora  |
| 2015 | Mejor actriz secundaria de televisión   | Verónica Sánchez | Nominada  |
| 2015 | Mejor actriz de reparto de televisión   | Elvira Mínguez   | Ganadora  |

### Premios EñE
| Año  | Categoría                                                | Premiado                          | Resultado |
| ---- | -------------------------------------------------------- | --------------------------------- | --------- |
| 2014 | Mejor serie ficción de televisión                        | Mejor serie ficción de televisión | Nominada  |
| 2014 | Mejor dirección en ficción de televisión                 | Joan Noguera                      | Nominado  |
| 2014 | Mejor interpretación femenina protagonista de televisión | Megan Montaner                    | Nominada  |
| 2014 | Mejor interpretación masculina secundaria de televisión  | Eloy Azorín                       | Nominado  |
| 2014 | Mejor interpretación femenina secundaria de televisión   | Verónica Sánchez                  | Nominada  |
| 2015 | Mejor interpretación femenina protagonista de televisión | Megan Montaner                    | Ganadora  |
| 2015 | Mejor interpretación masculina secundaria de televisión  | Eloy Azorín                       | Nominado  |
| 2015 | Mejor interpretación masculina secundaria de televisión  | Tito Valverde                     | Ganador   |
| 2015 | Mejor interpretación femenina secundaria de televisión   | Lydia Bosch                       | Nominada  |
| 2015 | Mejor interpretación femenina secundaria de televisión   | Verónica Sánchez                  | Nominada  |
| 2015 | Mejor casting o elenco                                   | Mejor casting o elenco            | Ganadora  |

### PremiosNeox Fan Awards
| Año  | Categoría                 | Premiado                     | Resultado |
| ---- | ------------------------- | ---------------------------- | --------- |
| 2014 | Mejor Serie               | Sin Identidad                | Nominada  |
| 2014 | Mejor Actriz Protagonista | Megan Montaner               | Nominada  |
| 2014 | Mejor Actriz Protagonista | Verónica Sánchez             | Nominada  |
| 2014 | Mejor Actor Protagonista  | Daniel Grao                  | Nominado  |
| 2014 | Mejor Actor Protagonista  | Miguel Ángel Muñoz           | Nominado  |
| 2014 | Mejor Beso                | Megan Montaner y Daniel Grao | Nominado  |

## Transmisión en el extranjero
Pospuesta en los canales que no emitan en español hasta que se adapte a su idioma, excepto Canale 5 ya que ha sido adaptada al Italiano.
- Italia: Canale 5
- Estados Unidos: Telemundo (en español)
- Chile: TVN / Chilevisión
- México: TV Azteca (antes) / Cadenatres
- República Dominicana: Telesistema
- Venezuela: Televen
- Colombia: Caracol Televisión
- Canadá: Radio Canada
- El Salvador: Telecorporacion Salvadorena
- Honduras: VTV Canal 9
- Perú: ATV
- Argentina: TV Pública / Telefe / América 2
- Brasil: Rede Globo
- Paraguay: SNT y Red Guaraní
- Antena 3 Internacional / Atreseries Internacional
- España: Antena 3 / Nova
- Polonia: TVP1
- Portugal : SIC RADICAL